# 瓦勒德梅尔西
瓦勒德梅尔西（法語：Val-de-Mercy，法語發音：[val də mɛʁsi]）是法国勃艮第-弗朗什-孔泰大区约讷省的一个市镇，属于欧塞尔区。

## 地理
瓦勒德梅尔西（47°40'33"N, 3°35'19"E）面积13.46 平方千米，位于法国勃艮第-弗朗什-孔泰大區约讷省，该省份为法国中北部内陆省份，西接卢瓦雷省，西北接塞纳-马恩省，南至涅夫勒省，东临科多尔省，东北与奥布省接壤。
与瓦勒德梅尔西接壤的市镇（或旧市镇、城区）包括：库朗日拉维讷斯、丰特奈苏富罗讷、巴扎尔讷、沙朗特奈、米热、万塞勒。

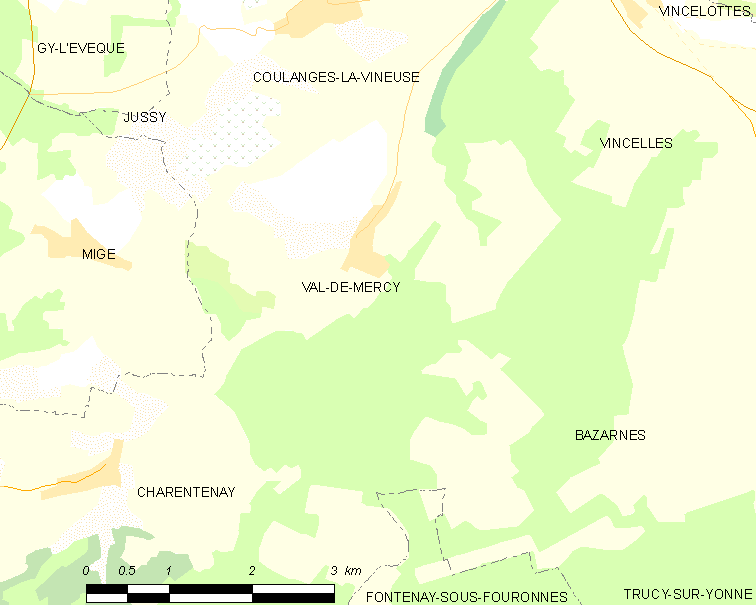
瓦勒德梅尔西的OSM定位图

瓦勒德梅尔西的时区为UTC+01:00、UTC+02:00（夏令时）。

## 行政
瓦勒德梅尔西的邮政编码为89580，INSEE市镇编码为89426。

## 政治
瓦勒德梅尔西所属的省级选区为万塞勒县。

## 人口

1962-2008年间瓦勒德梅尔西人口变化图示

瓦勒德梅尔西于2022年1月1日时的人口数量为373人。